# Silver Bauhinia Star
Der Silver Bauhinia Star (deutsch Silberner Bauhinia-Stern; chinesisch 銀紫荊星章 / 银紫荆星章, Pinyin Yín Zǐjīng Xīngzhāng, Jyutping Ngan4 Zi2ging1 sing1zoeng1, kurz SBS) ist der zweite Bauhinia-Star-Rang im Ehrensystem von Hongkong, der an Personen verliehen wird, die über einen langen Zeitraum hinweg eine führende Rolle in öffentlichen Angelegenheiten oder ehrenamtlicher Arbeit übernommen haben. Der Preis wurde 1997 geschaffen, um das britische Ehrensystem – wie den Order of the British Empire – nach der Übertragung der Souveränität an die Volksrepublik China und der Gründung der Sonderverwaltungszone Hongkong zu ersetzen.

## Liste der Empfänger
Quelle: Protocol Division, Chief Secretary for Administration’s Office

### 1998
- David Fang, SBS, JP
- Lee Cho-jat, SBS
- Li Shu-fai, SBS, JP
- Sheng Len-tao, Andrew, SBS
- Shao You-bao, SBS
- Peggy Lam, SBS, JP
- Shiu Sin-por, SBS
- Ambrose King Yeo-chi, SBS, JP
- Richard Alan Siegel, SBS, JP[Anm. 1]
- Wei Wen-nam, Robert, SBS, JP
- Leung Wong Bei-fong, Sally, SBS, JP
- Chan Bing-woon, SBS, JP
- Raymond R. Wong, SBS
- Cheng Yiu-tong, SBS
- Lo Chung-hing, SBS
- Ian Barry Dale, SBS[Anm. 2]
- Tai Kuen, SBS, JP
- Thomas Brian Stevenson, SBS[Anm. 3]

### 1999
- Fang Sum-suk, Marion, SBS, JP
- Wong Yue-chim, Richard, SBS
- Wu Suk-ching, Annie, SBS, JP
- Ho Sai-chu, SBS, JP
- Ho Sing-tin, Edward, SBS, JP
- Yu Kwok-chun, SBS, JP
- Lee Kai-ming, SBS, JP
- Brian Dagnall, SBS, JP[Anm. 4]
- Chow Wing-sun, Nelson, SBS, JP
- John Terence Hung, SBS, JP (widerrufen)[Anm. 5]
- Barry Jonathan Clayton Woodroffe, SBS, JP[Anm. 6]
- Liang Hin-ying, Herbert, SBS
- Hu Man-shiu, SBS, JP
- Jackie Chan, SBS
- Chan Tak-lam, Norman, SBS, JP
- Cheng Kai-ming, SBS, JP
- Yu Sun-say, SBS, JP
- Liu Pak-wai, SBS
- Dickson Poon, CBE, SBS
- Pun Kwok-shing, SBS, JP
- Lai Ming-kee, SBS, JP
- Fok Tsun-ting, Timothy, SBS, JP
- Lung Ping-yee, David, SBS, JP
- So Kwok-wing, Andrew, SBS, JP
- Inga-Stina Ewbank, SBS
- Edward Parkes, SBS

### 2000
- Sophie Leung Lau Yau-fun, SBS, JP
- Yeh Meou-tsen, Geoffrey, SBS, JP
- Yen Yuen-ho, Tony, SBS, JP
- Leung Kwok-sun, SBS, JP
- Tsang Kwong-yu, SBS, JP
- Fong Ching, Eddy, SBS, JP
- Fong Yun-wah, Henry, SBS, JP
- Lee Shiu-hung, SBS, JP
- Lam Moon-tim, Bernard, SBS, JP
- Wu Hung-yuk, Anna, SBS, JP
- Cheung Kin-tung, Marvin, SBS, JP
- Chuang Siu-leung, Andrew, SBS, JP
- Koo Yee-yin, Irving, SBS, JP
- Ng Ping-cheong, SBS, JP
- Yang Shen-sum, SBS, JP
- Liu Yat-yuen, SBS, JP
- Lau Sau-shing, Patrick, SBS, JP

### 2001
- Wei Chiu Kit-yee, Lessie, SBS, JP
- Chau How-chen, SBS, JP
- Lee Nai-shee, Harry, SBS, JP
- Lee Man-ban, SBS
- Chow Yat-ngok, York, SBS, JP
- Ling Lee Ching-man, Eleanor, SBS, JP
- Fan Hung-ling, Henry, SBS, JP
- Ngai Shiu-kit, SBS, JP
- Leung Cham-tim, SBS, JP
- Peter James Thompson, SBS, JP[Anm. 7]
- Liao Cheung-sing, Andrew, SBS, SC, JP
- Nigel Christopher Leslie Shipman, SBS, JP[Anm. 8]
- David Thomas Rhys Carse, SBS, JP[Anm. 9]
- Kwan Ko Siu-wah, SBS, JP
- Cha Shih May-lung, Laura, SBS, JP
- James Wu, SBS
- Zee Kwoh-kung, SBS
- Lo Yau-lai, Winston, SBS
- Robert George Kotewall, SBS, SC[Anm. 10]

### 2002
- Chao Kuang-piu, SBS
- Ng Ching-kwok, SBS, JP
- Hsu King-ping, SBS, JP
- Cheung Hok-ming, SBS, JP
- Robert Douglas Pope, SBS, JP[Anm. 11]
- Shum Choi-sang, SBS, JP
- Cheung Man-yee, SBS, JP
- Leung Ping-chung, SBS, JP
- Chen Nan-lok, Philip, SBS, JP
- Wong Kong-hon, SBS, JP
- Liu Ching-leung, SBS, JP
- Choi Yuen-wan, Philemon, SBS, JP
- Pau Shiu-hung, SBS, JP
- Chung Po-yang, SBS, JP
- Kwok Man-wai, Tony, SBS, IDS
- Yu Lai Ching-ping, Helen, SBS
- Lam Chung-lun, Billy, SBS
- Wai Kee-shun, SBS
- Francis G. Martin, SBS[Anm. 12]
- Ruth E. S. Hayhoe, SBS[Anm. 13]
- Hugh Phillipson, SBS[Anm. 14]
- Fei Soo Mo-chi, SBS
- John Wong, SBS
- Lau Yuk-kuen, Douglas, SBS
- Tsar Teh-Yun, SBS

### 2003
- Chan Yin-tat, Dominic, SBS, JP
- Young How-wah, Howard, SBS, JP
- Wong Hung-kin, James, SBS, JP
- Shum Man-to, SBS, JP
- Chow Wing-kin, Anthony, SBS, JP
- Lam Hung-kwan, SBS, JP
- Leung Sai-wah, Paul, SBS, JP
- Philip Kwok, SBS, JP
- Luk Ping-chuen, SBS, JP
- Wong Chi-yun, Allan, SBS, JP
- Yeung Yue-man, SBS, JP
- William Ian Rees Davies, SBS, JP[Anm. 15]
- Ivor John Hodgkiss, SBS, JP[Anm. 16]
- David John Little, SBS[Anm. 17]
- Chow Yun-fat, SBS
- Lam Kwong-siu, SBS
- Zee Sze-yong, Shane, SBS
- Cheung Yau-kai, SBS
- Darwin Chen, SBS
- Daniel R. Fung, SBS, SC
- Tang Kwan, SBS
- Kan Fook-yee, SBS

### 2004
- Ting Woo-shou, Kenneth, SBS, JP
- Ng Leung-sing, SBS, JP
- Hui Cheung-ching, SBS, JP
- Lau Ping-cheung, SBS
- Ma Fung-kwok, SBS, JP
- Tang Ching, Robert, SBS, JP
- Lam Kin-fung, Jeffrey, SBS, JP
- Mak Ching-hung, SBS, JP
- John Robertson Budge, SBS, JP[Anm. 18]
- Lam Kwong-yu, Albert, SBS, JP
- Alan Hoo, SBS, SC, JP
- Yuen Kwok-yung, SBS, JP
- Leung Kwan-yuen, Andrew, SBS, JP
- Hui Chun-fui, Victor, SBS, JP
- Yeung Chun-kam, Charles, SBS, JP
- York Liao, SBS, JP
- Christopher Iain Carlyle Jackson, SBS, JP[Anm. 19]
- Tai Tak-fung, SBS, JP
- Hau Shui-pui, SBS
- James Wyndham John Hughes-Hallett, SBS[Anm. 20]
- Leo A. Daly, SBS[Anm. 21]
- Sung Jao-yiu, Joseph, SBS
- Liza Wang, SBS

### 2005
- Lui Ming Wah, SBS, JP
- Chan Kam-lam, SBS, JP
- Lin Sun-mo, Willy, SBS, JP
- Chan Kar-lok, Walter, SBS, JP
- Chu Yu-lin, David, SBS, JP
- Yu Pang-chun, SBS, JP
- Lee Chack-fan, SBS, JP
- Chow Man-yiu, Paul, SBS, JP
- Heung Cheuk-kei, SBS, JP
- Cheung Tat-kwing, Raymond, SBS, JP
- Leung Kin-pong, Andrew, SBS, JP
- Leong Ka-chai, SBS, JP
- Chan Shu-ying, SBS, JP
- Yeung Ka-sing, SBS, JP
- Fok Chun-wan, Ian, SBS, JP
- Chung Pui-lam, SBS, JP
- Law Chi-kwong, SBS, JP
- Robert John Steen Law, SBS, JP[Anm. 22]
- Anna Pao Sohmen, SBS
- Gerard McCoy, SBS, SC[Anm. 23]

### 2006
- Lam Wai-keung, Daniel, SBS, JP
- Ho Chung-tai, Raymond, SBS, JP
- Fung Kin-kee, Frederick, SBS, JP
- Ting Yuk-chee, Christina, SBS, JP
- Ng Sze-fuk, George, SBS, JP
- Chan Tung, SBS, JP
- Ip Kwok-chung, SBS, JP
- Ho Wing-huen, Frederick, SBS, JP
- Li Tze-leung, Brian, SBS, JP
- Lee Jark-pui, SBS, JP
- Lam Chun-man, SBS, JP
- Lam Kin-che, SBS, JP
- Ko Chan-gock, William, SBS, JP
- Tsui Shung-yiu, SBS, JP
- Tsao Tak-kiang, Lorenz, SBS, JP
- Hsu Hsung, Adolf, SBS, JP
- Judith Mary Longstaff MacKay, SBS, JP[Anm. 24]
- Wu Moon-hoi, Marco, SBS, JP
- Robert Charles Law Footman, SBS, JP[Anm. 25]
- Fan Sheung-tat, SBS
- Tsao Wen-king, Frank, SBS

### 2007
- Chan Ka-keung, SBS, JP
- Chan Yuen-han, SBS, JP
- Sin Chung-kai, SBS, JP (widerrufen)[Anm. 26][4][5]
- Wong Yung-kan, SBS, JP
- Shek Lai-him, Abraham, SBS, JP
- Cheung Yu-yan, Tommy, SBS, JP
- Tang Siu-tong, SBS, JP
- Wong Siu-lun, SBS, JP
- Wong Ying-wai, Wilfred, SBS, JP
- Ki Man-fung, Leonie, SBS, JP
- Jacqueline Ann Willis, SBS, JP
- Ma Ho-fai, SBS, JP
- Leung Wing-lup, Gregory, SBS, JP
- Kwok Ping-kwong, Thomas, SBS, JP (widerrufen)[Anm. 27][6][7]
- Chan Chi-fai, Andrew, SBS, JP
- Pang Tsan-wing, SBS, JP
- Fei Fih, SBS, JP
- Fung Chee-keung, Bosco, SBS, JP
- Cheng Wai-sun, Edward, SBS
- Lai Sze-hoi, SBS, JP
- Anthony John Liddell Nightingale, SBS, JP[Anm. 28]
- Pang Sung-yuen, SBS, CSDSM
- Robert Charles Allcock, SBS[Anm. 29]
- Neil Kaplan, QC, SBS, JP[Anm. 30]
- Chiang Yam-wang, Allan, SBS

### 2008
- Fang Kang, Vincent, SBS, JP
- Tung Chee-chen, SBS, JP
- Wong Kwok-keung, SBS, JP
- Wai Kwok-hung, SBS, JP
- Kwok Jing-keung, SBS, FSDSM, JP
- Lee, Joseph Chung-tak, SBS, JP
- Chow Chun-kay, Stephen, SBS, JP
- Wong Sik-kei, Anthony, SBS, JP
- Lo Hing-chung, SBS, JP
- Leung Sik-wah, SBS, JP
- Pang Yiu-kai, SBS, JP
- Fung Kwok-lun, William, SBS, JP
- Fung Choi-cheung, SBS, JP
- Wong Chee-keung, SBS, JP
- Wong Fook-hum, Ronny, SBS, SC, JP
- Lau Lai-chiu, Patrick, SBS, JP
- Tang Wai-king, Grace, SBS, JP
- Lai Tung-kwok, SBS, IDSM
- Louey Wai-hung, Kathryn, SBS
- John Anthony Miller, SBS[Anm. 31]
- Au Man-ho, SBS
- Fung Siu-yuen, Gordon, SBS
- Joseph Sriyal Malik Peiris, SBS[Anm. 32]
- Lo Kai-yin, SBS

### 2009
- Li Wah-ming, Fred, SBS, JP
- Lee Kok-long, Joseph, SBS, JP
- Leong Chi-yan, John, SBS, JP
- Chan Chung-bun, Bunny, SBS, JP
- Yin Tek-shing, Paul, SBS, JP
- Leong Wong Man-suen, Mona, SBS, JP
- Sammy Poone, SBS, JP
- Lo Man-tuen, SBS, JP
- Ho Kwong-wai, SBS, JP
- Benjamin Yu, SC, SBS, JP
- Yue Chi-hang, SBS, JP
- Li Li Ka-lai, Lucia, SBS, JP
- Lam Chiu-ying, SBS, JP
- Willis Yau Sheung-mui, Carrie, SBS, JP
- Or Ching-fai, Raymond, SBS, JP
- Hung Chao-hong, Albert, SBS, JP
- Kao Ching-chi, Sophia, SBS, JP
- Cheung Hau-wai, SBS, JP
- Leung Kwong-ho, Edmund, SBS, JP
- Yeung Sum, SBS, JP (widerrufen)[Anm. 33][4][5]
- Yeung Hin-chung, John, SBS, JP
- Fok Tai-fai, SBS, JP
- Kan Man-lok, Paul, SBS, JP
- Tam Wing-pong, SBS, JP
- Ma Kai-cheung, SBS
- Yip Shu-lam, SBS
- Lam Shu-chit, SBS
- Lau Nai-keung, SBS

### 2010
- Li Fung-ying, SBS, JP
- LiE-A-CHEONG Tai-chong, David, SBS, JP
- Lim Wei-ling, Wilina, SBS, JP
- Chan Iu-seng, Star, SBS, JP
- Ng Sau-kei, Wilfred, SBS, MH, JP
- Hung Kwok Wai-ching, Stella, SBS, JP
- Ian Grenville Cross, SBS, SC, JP[Anm. 34]
- Stephen Frederick Fisher, SBS, JP[Anm. 35]
- Cheung King-man, SBS, JP
- Chen Hung-yee, Albert, SBS, JP
- Chan Yuk-tak, Eddy, SBS, JP
- Liu Changle, SBS, JP
- Lau Mak Yee-ming, Alice, SBS, JP
- Lo Kar-chun, Nicky, SBS, JP
- Yam Tat-wing, SBS, PDSM
- Woo Yu-sum, John, SBS
- Lam Shuk-yee, SBS
- Kai Yau-ming, SBS
- Pang Chung, SBS
- Kan Tai-keung, SBS
- Siu Tsang Fung-kwan, SBS
- Yu Yue-hong, Richard, SBS
- Choi Yiu-kwan, SBS[3]

### 2011
- John Lonsdale Saunders, SBS[Anm. 36]
- Lai Ying-sie, Benedict, SBS, JP
- MAR Yuet-har, SBS, MH
- Wong Chi-ho, Jimmy, SBS, JP
- Tso Wei-kwok, Homer, SBS, JP
- Ng Tat-lun, SBS, JP
- Fan Chor-ho, Paul, SBS, JP
- Yeung Chi-hung, SBS, JP
- Yung Wing-ki, Samuel, SBS, MH, JP
- Wong Kine-yuen, SBS, MH, JP
- Ng Hak-kim, Eddie, SBS, JP
- Ng Leung-ho, SBS, JP
- Lee Wong Pui-ling, Angelina, SBS, JP
- Lee Boon-ying, SBS, JP
- Li Kwok-tung, Donald, SBS, JP
- Li Kwok-tso, SBS, JP
- Wang Shui-chung, Patrick, SBS, JP
- Fung Hing-wang, SBS, JP
- Chai Sung-veng, SBS, JP
- Stephen Richard Selby, SBS, JP[Anm. 37]
- Keith Graham Kerr, SBS, JP[Anm. 38]
- Peh Yun-lu, Simon, SBS, IDSM
- Kwok Leung-ming, SBS, CSDSM
- Seto Wing-hong, SBS
- Ho Wing-ko, Peter, SBS
- Lam Kar-sing, SBS
- Liu Tong Wei-oi, Rita, SBS
- William Duncan Stone, SBS[Anm. 39]
- Ng Tse Suk-ying, Ava, SBS
- Lo Yuk-ming, Dennis, SBS

### 2012
- Wong Ting-kwong, SBS, JP
- Lam Tai-fai, SBS, JP
- Chan Yuk-shee, SBS, JP
- Pang Kin-kee, SBS
- Edward Patrick Aquinas Moran, SBS, JP[Anm. 40]
- Martin McKenzie Glass, SBS, JP[Anm. 41]
- Tso Man-tai, Thomas, SBS, JP
- Ma Ching-yuk, SBS, JP
- Chan Tak-chor, SBS, MH, JP
- Charles Nicholas Brooke, SBS, JP[Anm. 42]
- Lau Hon-wah, Steve, SBS, JP
- Lo King-man, SBS, JP
- Chow Shew-ping, SBS, JP
- Lam Ping-yan, SBS, JP
- Cheung Siu-hing, SBS, JP
- Leung Ko May-yee, Margaret, SBS, JP
- Leung Fung-yee, Julia, SBS, JP
- Hui Hiu-fai, Florence, SBS, JP
- Chan Kin-ping, SBS, JP
- Chen Wei-on, Kenneth, SBS, JP
- Chan Hung-cheung, Stephen, SBS, JP
- Mak Yee-ming, Jennifer, SBS, JP
- Pang Yuk-ling, SBS, JP
- Lau Lai Siu-wan, Marigold, SBS, JP
- Roger Freeman Tupper, SBS, JP[Anm. 43]
- Kwan Sik-ning, Maria, SBS, JP
- Chung Wai-ping, SBS, MH
- Li Ming-chak, Daniel, SBS, IDS
- Lo Chun-hung, Gregory, SBS, F.S.D.S.M.
- Wong YIM Kwan-kam, Christine, SBS
- Barbara Fei, SBS
- Ng Man-wah, Pauline, SBS
- Li Ping-kwong, SBS
- Alan Raymond Wright, SBS[Anm. 44]
- Michael Anthony McMahon, SBS[Anm. 45]
- Wing Sing, SBS

### 2013
- Leung Mei-fun, Priscilla, SBS, JP
- Clare-Marie Beeson, SBS[Anm. 46]
- Raj Sital Motwani, SBS, JP[Anm. 47]
- Ma Lee-tak, SBS, JP
- Chan Heung-ping, SBS, JP
- So Sai-chi, SBS, MH
- Shek Tan-lei, Daniel, SBS, JP
- Lee Shu-wing, Ernest, SBS, JP
- Tik Chi-yuen, SBS, JP
- Yau How-boa, Stephen, SBS, MH, JP
- Chen Cheng-jen, Clement, SBS, JP
- Wong Chung-chuen, SBS, JP
- Wong Wai-ching, SBS, JP
- Chu Yam-yuen, SBS, JP
- Ambrose Ho, SBS, SC, JP
- Leung Cheuk-fai, Jimmy, SBS, JP
- Mak Hoi-hung, Michael, SBS, JP
- Wong Yuen-fai, Stanley, SBS, JP
- Tang Kam-moon, SBS, PDSM
- Tong Wai-ki, SBS, MH
- Wong Kam-po, SBS, MH
- Chung King-fai, SBS
- Lau Wan-yee, Joseph, SBS

### 2014
- Wong Kwok-kin, S.B.S.
- Cheung Wah-fung, Christopher, S.B.S., J.P.
- Liao Cheung-kong, Martin, S.B.S., J.P.
- Tong Yun-kai, S.B.S.
- Azizul Rahman Suffiad, S.B.S.[Anm. 48]
- Peter John Line, S.B.S.[Anm. 49]
- Sin Yat-kin, S.B.S., C.S.D.S.M.
- Suen Kai-cheong, S.B.S., M.H., J.P.
- Ng Cho-nam, S.B.S., J.P.
- Au Weng-hei, William, S.B.S., J.P.
- Leung Nai-kong, S.B.S., J.P.
- Hui Chung-shing, Herman, S.B.S., M.H., J.P.
- Chan Vivien, S.B.S., J.P.
- Lau Chin-ho, Stanley, S.B.S., M.H., J.P.
- Ho Kin-wah, Arthur, S.B.S., J.P.
- Lam Kwan-sing, Paul, S.B.S., J.P.
- Tong Carlson, S.B.S., J.P.
- Au Choi-kai, S.B.S., J.P.
- Cheung Kam-fai, Peter, S.B.S., J.P.
- Chan Chi-chiu, S.B.S., J.P.
- Brown Tsang Mui-fan, Mimi, S.B.S., J.P.
- Wong Chiu Yue-chue, Lesley, S.B.S., J.P.
- Jat Sew-tong, S.B.S., J.P.
- Ou-Yang Fong Lily, S.B.S., J.P.
- Law Yee-kwan, Quinn, S.B.S., J.P.
- Tam Kam-kau, S.B.S., J.P.
- Chan Chor-kam, Andy, S.B.S., F.S.D.S.M.

### 2015
- Lo Wai-kwok, SBS, MH, JP
- CHI Wai, SBS
- Wong Chi-kong, Alan, SBS, JP
- Poon Ying-kwong, Frank, SBS, JP
- Wong Wing-chen, Janet, SBS, JP
- Pang Cheung-wai, Thomas, SBS, JP
- Kwok Hing-wai, Kenneth, SBS, JP
- Chan Ching-har, Eliza, SBS, JP
- Chan Cheung-ming, Alfred, SBS, JP
- Ma Yiu-tim, SBS, JP
- Liang Hin-suen, Raymond, SBS, JP
- Ma Wai-luk, SBS, PDSM
- Verina Saeeda Bokhary, SBS[Anm. 50]

### 2016
- Lee Wai-king, Starry, SBS, JP
- Luk Siu-ping, Amelia, SBS, JP
- Lai Man-hin, SBS, FSDSM
- Lee Man-chun, Raymond, SBS, BBS, JP
- Li Hon-shing, Michael, SBS, BBS, JP
- Lam Chun, Daniel, SBS, BBS, JP
- Ko Po-ling, SBS, BBS, MH, JP
- Leung Wing-cheung, William, SBS, BBS, JP
- Chen Sheau-ling, Cecilia Daisy, SBS, BBS, MH, JP
- Tang Yat-sun, Richard, SBS, BBS, JP
- Kan Chung-nin, Tony, SBS, BBS, JP
- Sze Chi-ching, SBS, JP
- Cheung Mui-ching, Fanny, SBS, JP
- Tan Kam Mi-wah, Pamela, SBS, JP
- Mak Ching-yu, Kenneth, SBS, JP
- Tang Ching-ho, SBS, JP
- Chan Kwok-ki, SBS, IDSM
- Wong Sai-chiu, SBS, IDS
- Pui Kwan-kay, SBS, BBS, MH
- Chau On-ta-yuen, SBS, BBS
- Richard Lloyd Pontzious, SBS, BBS[Anm. 51]
- Nguyen Van-tu, Peter, SBS
- Chan King-wai, SBS

### 2017
- Yick Chi-ming, Frankie, S.B.S., J.P.
- Leung Che-cheung, S.B.S., M.H., J.P.
- Tan Siu-lin, S.B.S.
- Loh Kung-wai, Christine, S.B.S., J.P.
- Yau Shing-mu, S.B.S., J.P.
- Lee Ka-chiu, John, S.B.S., P.D.S.M., J.P.
- Leung King-kwok, Godfrey, S.B.S., J.P.
- Yau Chi-chiu, S.B.S., C.S.D.S.M.
- Chow Yuk-tong, S.B.S., M.H.
- Ho Hau-cheung, S.B.S., M.H.
- Yu Kam-kee, Lawrence, S.B.S., J.P.
- Chau Chuen-heung, S.B.S., M.H., J.P.
- Hu Shao-ming, Herman, S.B.S., J.P.
- Kwok Siu-ming, Simon, S.B.S., J.P.
- Kwok Lam-kwong, Larry, S.B.S., J.P.
- Chen Chung-nin, Rock, S.B.S., J.P.
- Chan Ka-kui, S.B.S., J.P.
- Lui Tim-leung, Tim, S.B.S., J.P.
- Chiu Yu-hei, S.B.S., J.P.
- Lai Sze-nuen, S.B.S., J.P.
- Chung Shu-kun, Christopher, S.B.S., M.H., J.P.
- Lau Ka-keung, Peter, S.B.S., J.P.
- Lam Siu-lo, Andrew, S.B.S., J.P.
- Ling Kar-kan, S.B.S., J.P.
- Gao Gunter, S.B.S., J.P.
- Hui Siu-wai, S.B.S., J.P.
- Yeung Kin-man, S.B.S., J.P.
- Lau KUN Lai-kuen, Stella, S.B.S., J.P.
- So Hing-woh, Victor, S.B.S., J.P.
- Wong Chi-hung, Tony, S.B.S., P.D.S.M.
- Ching Pak-chung, S.B.S.
- Lo Wan-sing, Vincent, S.B.S.
- Lam Ko-yin, Colin, S.B.S.
- Chan Ngok-pang, Ronald, S.B.S.
- Tong Po-sun, Louis, S.B.S.

### 2018
- Chiang Lai-wan, Ann, S.B.S., J.P.
- Wong Yuk-shan, S.B.S., J.P.
- Tsang Keung, S.B.S.
- Lam Kwok-leung, S.B.S., C.S.D.S.M.
- Yip Wing-shing, David, S.B.S., M.H., J.P.
- Wong Ming-yam, S.B.S., J.P.
- Kwok Chun-wah, Jimmy, S.B.S., M.H., J.P.
- Chan Suk-mei, May, S.B.S., J.P.
- Wong Kwan-yu, S.B.S., M.H., J.P.
- Lo Wing-sang, Vincent, S.B.S., J.P.
- Lam Tin-sing, Enoch, S.B.S., J.P.
- Leung Koon-kee, Anthony, S.B.S., J.P.
- Leung Ka-lai, Ada, S.B.S., J.P.
- Chan Helen, S.B.S., J.P.
- Huang Lester Garson, S.B.S., J.P.
- Siu Man-tat, S.B.S., J.P.
- Chau Kwok-leung, Alfred, S.B.S., P.D.S.M.
- Lee Man-tat, S.B.S.
- Chan Yau-nam, Ian, S.B.S., M.H.
- Poon Sun-cheong, Patrick, S.B.S.

### 2019
- Lam Ching-choi, S.B.S., J.P.
- Cheung Yan-leung, Stephen, S.B.S., J.P.
- Chung On-tak, Andrew, S.B.S.
- Chu King-yuen, S.B.S., M.H., J.P.
- Chow Wing-shing, Vincent, S.B.S., J.P.
- Kan Chi-ho, S.B.S., M.H., J.P.
- Li Sze-lim, S.B.S., J.P.
- Tong Ka-hung, Edwin, S.B.S., J.P.
- Cheung Tin-cheung, S.B.S., J.P.
- Chan Ka-leung, Francis, S.B.S., J.P.
- Lau Yin-hing, Connie, S.B.S., J.P.
- Choi Kit-yu, Kitty, S.B.S., J.P.
- Tang Wai-kong, Leslie, S.B.S., J.P.
- Siu Yu-bun, Alan, S.B.S., J.P.
- Chung Kum-wah, Daniel, S.B.S., J.P.
- Lau Yip-shing, S.B.S., P.D.S.M.
- Sing Hon-keung, S.B.S., M.H.
- Cheng Ming-ming, S.B.S.
- Lai Ming, Leon, S.B.S., M.H.
- Yan Huichang, Hubert, S.B.S.
- Ng Chau-pei, Stanley, S.B.S.
- Chan Ching-chuen, S.B.S.
- Chu Lap-lik, Victor, S.B.S.

### 2020
- Mohan Tarachand Bharwaney, S.B.S.[Anm. 52]
- Ng Wang-pun, Dennis, S.B.S., M.H.
- Wong Kuen-fai, S.B.S., J.P.
- Li Kin-yat, S.B.S., F.S.D.S.M.
- Li Tin-chui, Simon, S.B.S., J.P.
- Kong Tak-ho, S.B.S., J.P.
- Chan Wong Lai-kuen, Anissa, S.B.S., M.H., J.P.
- Lau Chiang-chu, Vivien, S.B.S., J.P.
- Leung Pak-yin, S.B.S., J.P.
- Ho Chiu-king, Pansy Catilina, S.B.S., J.P.
- Chen Hong-tian, S.B.S., J.P.
- Chan Oi-ching, S.B.S., J.P.
- Ashley Ian Alder, S.B.S., J.P.[Anm. 53]
- Tam Wan-chi, Winnie, S.B.S., J.P.
- So Cheung-wing, S.B.S., J.P.
- Patricia Leahy, S.B.S.[Anm. 54]
- Woo Wai-man, S.B.S.
- Shun Chi-ming, S.B.S.
- Li Xiaojia, Charles, S.B.S.
- John Gerald Greenwood, S.B.S.[Anm. 55]
- Jaap van Zweden, S.B.S.[Anm. 56]
- Theresa Ann Johnson, S.B.S.[Anm. 57]

### 2021
- Tang Yi-hoi, S.B.S., C.D.S.M.
- Chan Hak-kan, S.B.S., J.P.
- Yiu Si-wing, S.B.S.
- Wong Pui-sze, Priscilla, S.B.S., J.P.
- Li Ying-sang, Tommy, S.B.S., M.H., J.P.
- Chan Chi-kau, Johnnie Casire, S.B.S., J.P.
- Chan Kin-keung, Eugene, S.B.S., J.P.
- Lee Kai-wing, Raymond, S.B.S., J.P.
- Lam Yu Ka-wai, Sylvia, S.B.S., J.P.
- Lam Ting-kwok, Paul, S.B.S., S.C., J.P.
- Wong Tin-yau, Kelvin, S.B.S., J.P.
- Ng Win-kong, Daryl, S.B.S., J.P.
- Wong Chung-leung, S.B.S., J.P.
- Wong Shing-hei, S.B.S., J.P.
- Choi Lap-yiu, S.B.S., J.P.
- Cheng Cheung-ling, S.B.S., J.P.
- Che Chi-ming, S.B.S.
- Saeed Uddin, S.B.S., M.H.[Anm. 58]
- Yip Wai-hong, S.B.S., M.H.
- So Chan Wai-hang, Susan, S.B.S.
- Fung Sau-kuen, Connie, S.B.S.
- Howard Newby, S.B.S.

### 2022
- Cheung Kwok-kwan, Horace, S.B.S., J.P.
- Mak Mei-kuen, Alice, S.B.S., J.P.
- Woo Ying-ming, S.B.S., C.S.D.S.M.
- Ng May-ling, Marlene, S.B.S.
- Chan Hon-yee, Constance, S.B.S., J.P.
- Ting Yip Yin-mei, Jessie, S.B.S., J.P.
- Chow Shuk-ching, Mary, S.B.S., J.P.
- Leung Chi-yan, John, S.B.S., J.P.
- Leung Wai-hung, Joseph, S.B.S., F.S.D.S.M.
- Wong Kwai-huen, Albert, S.B.S., J.P.
- Yam Wing-wah, Vivian, S.B.S., J.P.
- Tsui Wai-ling, Carlye, S.B.S., J.P.
- Ip Yuk-yu, Nancy, S.B.S., M.H., J.P.
- Wong Yick-kam, Michael, S.B.S., M.H., J.P.
- Yu Tak-cheung, S.B.S., J.P.
- Ng Wing-shun, Anthony Vincent, S.B.S., J.P.
- Cheng Chi-kong, Adrian, S.B.S., J.P.
- Lee Wai-sze, Sarah, S.B.S., M.H.
- Shen Jin-kang, S.B.S., M.H.
- Reinaldo Maria Cordeiro, S.B.S.[Anm. 59]
- Chan Siu-kun, Alex, S.B.S.
- Wong Kwai-kuen, Leo, S.B.S.
- Poon Siu-ping, S.B.S., M.H.
- Siobhan Bernadette Haughey, S.B.S.[Anm. 60]
- Cheung Ka-long, S.B.S.
- John Robert Slosar, S.B.S.[Anm. 61]
- Kwok Kai-fai, Adam, S.B.S.
- David Stephen Eastwood, S.B.S.

Fußnote
Alle nachfolgend sinisierten bzw. transkribierten Personennamen sind nach der kantonesischen Aussprache erfolgt.
Anmerkung
1. ↑  Richard Alan Siegel in den chinesischen Medien Hongkongs auch bekannt unter dem sinisierten Namen 施高理,  Shī Gāolǐ, Jyutping Si Gou1lei5 – „Siegel“ bekannt
2. ↑  Ian Barry Dale in den chinesischen Medien Hongkongs auch unter dem sinisierten Namen 戴毅彬,  Dài Yìbīn, Jyutping Daai3 Ngai6ban1 – „Dale“ bekannt
3. ↑  Thomas Brian Stevenson in den chinesischen Medien Hongkongs auch unter dem sinisierten Namen 施文信,  Shī Wénxìn, Jyutping Si Man4seon3 – „Stevenson“ bekannt
4. ↑  Brian Dagnall in den chinesischen Medien Hongkongs auch unter dem sinisierten Namen 狄樂能 / 狄乐能,  Dí Lènéng, Jyutping Dik6 Lok6nang4 – „Dagnall“ bekannt
5. ↑  Seit dem 2. November 2012 von der Liste gestrichen, nachdem SBS und JP entfernt wurden
6. ↑  Barry Jonathan Clayton Woodroffe in den chinesischen Medien Hongkongs auch unter dem sinisierten Namen 胡道輝 / 胡道辉,  Hú Dàohuī, Jyutping Wu4 Dou6fai1 – „Woodroffe“ bekannt
7. ↑  Peter James Thompson in den chinesischen Medien Hongkongs auch unter dem sinisierten Namen 湯比達 / 汤比达,  Tāng Bǐdá, Jyutping Tong1 Bei2daat6 – „Thomson“ bekannt
8. ↑  Nigel Christopher Leslie Shipman in den chinesischen Medien Hongkongs auch unter dem sinisierten Namen 薛明,  Xuē Míng, Jyutping Sit3 Ming4 – „Shipman“ bekannt
9. ↑  David Thomas Rhys Carse in den chinesischen Medien Hongkongs auch unter dem sinisierten Namen 簡達恆 / 简达恒,  Jiǎn Dáhéng, Jyutping Gaan2 Daat6hang4 – „Carse“ bekannt
10. ↑  Robert George Kotewall in den chinesischen Medien Hongkongs auch unter dem sinisierten Namen 羅正威 / 罗正威,  Luó Zhèngwēi, Jyutping Lo4 Zing3wai1 – „Robert George Kotewall“ bekannt
11. ↑  Robert Douglas Pope in den chinesischen Medien Hongkongs auch unter dem sinisierten Namen 布培,  Bù Péi, Jyutping Bou3 Pui4 – „Pope“ bekannt
12. ↑  Francis G. Martin in den chinesischen Medien Hongkongs auch unter dem sinisierten Namen 馬畋 / 马畋,  Mǎ Tián, Jyutping Maa5 Tin4 – „Martin“ bekannt
13. ↑  Ruth E. S. Hayhoe in den chinesischen Medien Hongkongs auch unter dem sinisierten Namen 許美德 / 许美德,  Xū Měidé, Jyutping Heoi1 Mei5dak1 – „Hayhoe“ bekannt
14. ↑  Hugh Phillipson in den chinesischen Medien Hongkongs auch unter dem sinisierten Namen 傅立新,  Fù Lìxīn, Jyutping Fu1 Lap1san1 – „Phillipson“ bekannt
15. ↑  William Ian Rees Davies in den chinesischen Medien Hongkongs auch unter dem sinisierten Namen 戴義安 / 戴义安,  Dài Yì’ān, Jyutping Daai1 Ji6on1 – „Phillipson“ bekannt
16. ↑  Ivor John Hodgkiss in den chinesischen Medien Hongkongs auch unter dem sinisierten Namen 韓國章 / 韩国章,  Hán Guózhāng, Jyutping Hon4 Gwok3zoeng4 – „Phillipson“ bekannt
17. ↑  David John Little in den chinesischen Medien Hongkongs auch unter dem sinisierten Namen 李道義 / 李道义,  Lǐ Dàoyì, Jyutping Lei5 Dou6ji6 – „Little“ bekannt
18. ↑  John Robertson Budge in den chinesischen Medien Hongkongs auch unter dem sinisierten Namen 白仲安,  Bái Zhòngān, Jyutping Baak6 Zung6on1 – „Budge“ bekannt
19. ↑  Christopher Iain Carlyle Jackson in den chinesischen Medien Hongkongs auch unter dem sinisierten Namen 翟信賢 / 翟信贤,  Zhái Xìnxián, Jyutping Zaak6 Seon3jin4 – „Jackson“ bekannt
20. ↑  James Wyndham John Hughes-Hallett in den chinesischen Medien Hongkongs auch unter dem sinisierten Namen 何禮泰 / 何礼泰,  Hé Lǐtài, Jyutping Ho4 Laai5taai3 – „James Wyndham John Hughes-Hallett“ bekannt
21. ↑  Leo A. Daly in den chinesischen Medien Hongkongs auch unter dem transkribierten Namen 李歐亞達利 / 李欧亚达利,  Lǐōu Yà Dálì, Jyutping Lei4au1 Aa3 Daat6lei1 – „Leo A. Daly“ bekannt
22. ↑  Robert John Steen Law in den chinesischen Medien Hongkongs auch unter dem sinisierten Namen 羅樂秉 / 罗乐秉,  Luó Lèbǐng, Jyutping Lo4 Lok1bing2 – „Robert John Steen Law“ bekannt
23. ↑  Gerard McCoy in den chinesischen Medien Hongkongs auch unter dem sinisierten Namen 麥高義 / 麦高义,  Mài Gāoyì, Jyutping Mak6 Gou1ji6 – „McCoy“ bekannt
24. ↑  Judith Mary Longstaff MacKay in den chinesischen Medien Hongkongs auch unter dem sinisierten Namen 麥龍詩迪 / 麦龙诗迪,  Mài Lóng Shīdí, Jyutping Mak6 Lung4 Si1dik6 – „Judith Mary Longstaff MacKay“ bekannt
25. ↑  Robert Charles Law Footman in den chinesischen Medien Hongkongs auch unter dem sinisierten Namen 霍文,  Huò Wén, Jyutping Fok3 Man4 – „Footman“ bekannt
26. ↑  Seit dem 10. Juni 2022 von der Liste gestrichen, nachdem SBS und JP entfernt wurden
27. ↑  Seit dem 2. März 2018 von der Liste gestrichen, nachdem SBS und JP entfernt wurden
28. ↑  Anthony John Liddell Nightingale in den chinesischen Medien Hongkongs auch unter dem sinisierten Namen 黎定基,  Lí Dìngjī, Jyutping Lai4 Ding6gei1 – „Pope“ bekannt
29. ↑  Robert Charles Allcock in den chinesischen Medien Hongkongs auch unter dem sinisierten Namen 區義國 / 区义国,  Ōu Yìguó, Jyutping Au1 Ji6gwok3 – „Allcock“ bekannt
30. ↑  Neil Kaplan in den chinesischen Medien Hongkongs auch unter dem sinisierten Namen 嘉柏伦,  Jiā Bǎilún, Jyutping Gaa1 Baak3leon4 – „Kaplan“ bekannt
31. ↑  John Anthony Miller in den chinesischen Medien Hongkongs auch unter dem sinisierten Namen 苗學禮 / 苗学礼,  Miáo Xuélǐ, Jyutping Miu4 Hok6lai5 – „Miller“ bekannt
32. ↑  Joseph Sriyal Malik Peiris in den chinesischen Medien Hongkongs auch unter dem sinisierten Namen 裴偉士 / 裴伟士,  Péi Wěishì, Jyutping Pui4 Wai5si6 – „Joseph Sriyal Malik Peiris“ bekannt
33. ↑  Seit dem 10. Juni 2022 von der Liste gestrichen, nachdem SBS und JP entfernt wurden
34. ↑  Ian Grenville Cross in den chinesischen Medien Hongkongs auch unter dem sinisierten Namen 江樂士 / 江乐士,  Jiāng Lèshì, Jyutping Gong1 Lok1si6 – „Cross“ bekannt
35. ↑  Stephen Frederick Fisher in den chinesischen Medien Hongkongs auch unter dem sinisierten Namen 余志穩 / 余志稳,  Yú Zhìwěn, Jyutping Jyu4 Zi3wan2 – „Stephen Frederick Fisher“ bekannt
36. ↑  John Lonsdale Saunders in den chinesischen Medien Hongkongs auch unter dem sinisierten Namen 辛達誠 / 辛达诚, Jyutping San1 Daat6sing4 – „Saunders“ bekannt
37. ↑  Stephen Richard Selby in den chinesischen Medien Hongkongs auch unter dem sinisierten Namen 謝肅方 / 谢肃方,  Xiè Sùfāng, Jyutping Ze6 Suk1fong1 – „Stephen Richard Selby“ bekannt
38. ↑  Keith Graham Kerr in den chinesischen Medien Hongkongs auch unter dem sinisierten Namen 簡基富 / 简基富,  Jiǎn Jīfù, Jyutping Gaan2 Gei1fu3 – „Keith Graham Kerr“ bekannt
39. ↑  William Duncan Stone in den chinesischen Medien Hongkongs auch unter dem sinisierten Namen 石仲廉,  Shí Zhònglián, Jyutping Sek6 Zung6lim4 – „William Duncan Stone“ bekannt
40. ↑  Edward Patrick Aquinas Moran in den chinesischen Medien Hongkongs auch unter dem sinisierten Namen 文偉彥 / 文伟彦,  Wén Wěiyàn, Jyutping Man4 Wai5jan6 – „Edward Patrick Aquinas Moran“ bekannt
41. ↑  Martin McKenzie Glass in den chinesischen Medien Hongkongs auch unter dem sinisierten Namen 郭立誠 / 郭立诚,  Guō Lìchéng, Jyutping Gwok3 Lap6sing4 – „Martin McKenzie Glass“ bekannt
42. ↑  Charles Nicholas Brooke in den chinesischen Medien Hongkongs auch unter dem sinisierten Namen 蒲祿祺 / 蒲禄祺,  Pú Lùqí, Jyutping Pou4 Luk6kei4 – „Brooke“ bekannt
43. ↑  Roger Freeman Tupper in den chinesischen Medien Hongkongs auch unter dem sinisierten Namen 譚百樂 / 谭百乐,  Tán Bǎilè, Jyutping Taam4 Baak3lok1 – „Roger Freeman Tupper“ bekannt
44. ↑  Alan Raymond Wright in den chinesischen Medien Hongkongs auch unter dem sinisierten Namen 韋毅志 / 韦毅志,  Wéi Yìzhì, Jyutping Wai5 Ngai6zi3 – „Alan Raymond Wright“ bekannt
45. ↑  Michael Anthony McMahon in den chinesischen Medien Hongkongs auch unter dem sinisierten Namen 麥明康 / 麦明康,  Mài Míngkāng, Jyutping Mak6 Ming4hong1 – „Michael Anthony McMahon“ bekannt
46. ↑  Clare-Marie Beeson in den chinesischen Medien Hongkongs auch unter dem sinisierten Namen 貝珊 / 贝珊,  Bèi Shān, Jyutping Bui4 Saan1 – „Beeson“ bekannt
47. ↑  Raj Sital Motwani in den chinesischen Medien Hongkongs auch unter dem sinisierten Namen 司徒偉 / 司徒伟,  Sītú Wěi, Jyutping Si1tou4 Wai5 – „Raj Sital Motwani“ bekannt
48. ↑  Azizul Rahman Suffiad in den chinesischen Medien Hongkongs auch unter dem sinisierten Namen 石輝 / 石辉,  Shí Huī, Jyutping Sek6 Fai1 – „Suffiad“ bekannt
49. ↑  Peter John Line in den chinesischen Medien Hongkongs auch unter dem sinisierten Namen 賴磐德 / 赖磐德,  Lài Pándé, Jyutping Laai6 Pun4dak1 – „Line“ bekannt
50. ↑  Verina Saeeda Bokhary in den chinesischen Medien Hongkongs auch unter dem sinisierten Namen 包鍾倩薇 / 包钟倩薇,  Bāo Zhōng Qiànwēi, Jyutping Baau1 Zung1 Sin3mei4 – „Verina Saeeda Bokhary“ bekannt
51. ↑  Richard Lloyd Pontzious in den chinesischen Medien Hongkongs auch unter dem sinisierten Namen 龐信 / 庞信,  Páng Xìn, Jyutping Pong4 Seon3 – „Pontzious“ bekannt
52. ↑  Mohan Tarachand Bharwaney in den chinesischen Medien Hongkongs auch unter dem sinisierten Namen 包華禮 / 包华礼,  Bāo Huálǐ, Jyutping Baau1 Waa4lai5 – „Bharwaney“ bekannt
53. ↑  Ashley Ian Alder in den chinesischen Medien Hongkongs auch unter dem sinisierten Namen 歐達禮 / 欧达礼,  Ōu Dálǐ, Jyutping Au1 Daat6lai5 – „Alder“ bekannt
54. ↑  Patricia Leahy in den chinesischen Medien Hongkongs auch unter dem sinisierten Namen 李翠莎,  Lǐ Cuìshā, Jyutping Lei5 Ceoi3saa1 – „Leahy“ bekannt
55. ↑  John Gerald Greenwood in den chinesischen Medien Hongkongs auch unter dem sinisierten Namen 祈連活 / 祈连活,  Qí Liánhuó, Jyutping Kei4 Lin4wut6 – „Greenwood“ bekannt
56. ↑  Robert Douglas Pope in den chinesischen Medien Hongkongs auch unter dem sinisierten Namen 梵志登,  Fàn Zhìdēng, Jyutping Faan6 Zi3dang1 – „Van Zweden“ bekannt
57. ↑  Theresa Ann Johnson in den chinesischen Medien Hongkongs auch unter dem sinisierten Namen 莊綺珊 / 庄绮珊,  Zhuāng Qǐshān, Jyutping Zong1 Ji2saan1 – „Johnson“ bekannt
58. ↑  Saeed Uddin in den chinesischen Medien Hongkongs auch unter dem sinisierten Namen 沙意,  Shā Yì, Jyutping Saa1 Ji3 – „Saeed“ bekannt
59. ↑  Reinaldo Maria Cordeiro in den chinesischen Medien Hongkongs auch unter dem sinisierten Namen 郭利民,  Guō Lìmín, Jyutping Gwok3 Lei6man4 – „Reinaldo Maria Cordeiro“ bekannt
60. ↑  Siobhan Bernadette Haughey in den chinesischen Medien Hongkongs auch unter dem sinisierten Namen 何詩蓓 / 何诗蓓,  Hé Shībèi, Jyutping Ho4 Si1pui5*4 – „Siobhan Bernadette Haughey“ bekannt
61. ↑  John Robert Slosar in den chinesischen Medien Hongkongs auch unter dem sinisierten Namen 史樂山 / 史乐山,  Shǐ Lèshān, Jyutping Si4 Lok1saan1 – „Slosar“ bekannt